# 1 000 kilomètres de Fuji 1983
Navigation
Édition précédente Édition suivante
Les 1 000 kilomètres de Fuji 1983, disputés le 2 octobre 1983 sur le Fuji Speedway, ont été la dix-septième édition de cette épreuve et la sixième manche du Championnat du monde des voitures de sport 1983 et la troisième et dernière manche du Championnat du Japon de sport-prototypes 1983.

## La course

### Classement de la course
Voici le classement officiel au terme de la course,, :
- Les premiers de chaque catégorie du championnat du monde sont signalés par un fond jaune.
- Pour la colonne Pneus, il faut passer le curseur au-dessus du modèle pour connaître le manufacturier de pneumatiques.
- Les voitures ne réussissant pas à parcourir 75 % de la distance du gagnant sont non classées (NC).

| Pos  | Classe   | no  | Écurie                      | Pilotes                                         | Châssis                             | Pneus | Tours | Temps                             |
| Pos  | Classe   | no  | Écurie                      | Pilotes                                         | Moteur                              | Pneus | Tours | Temps                             |
| ---- | -------- | --- | --------------------------- | ----------------------------------------------- | ----------------------------------- | ----- | ----- | --------------------------------- |
| 1    | C        | 2   | Rothmans Porsche            | Derek Bell Stefan Bellof                        | Porsche 956                         | D     | 225   | 4 h 57 min 06 s 360               |
| 1    | C        | 2   | Rothmans Porsche            | Derek Bell Stefan Bellof                        | Porsche Type-935 2,6 l Flat-6 Turbo | D     | 225   | 4 h 57 min 06 s 360               |
| 2    | C        | 1   | Rothmans Porsche            | Jochen Mass Jacky Ickx                          | Porsche 956                         | D     | 224   | + 1 tour                          |
| 2    | C        | 1   | Rothmans Porsche            | Jochen Mass Jacky Ickx                          | Porsche Type-935 2,6 l Flat-6 Turbo | D     | 224   | + 1 tour                          |
| 3    | C        | 6   | Trust Racing Team (ja)      | Vern Schuppan Naohiro Fujita                    | Porsche 956                         | D     | 219   | + 6 tours                         |
| 3    | C        | 6   | Trust Racing Team (ja)      | Vern Schuppan Naohiro Fujita                    | Porsche Type-935 2,6 l Flat-6 Turbo | D     | 219   | + 6 tours                         |
| 4    | C        | 3   | Matsuda Collection          | Thierry Boutsen Henri Pescarolo                 | Porsche 956                         | G     | 218   | + 7 tours                         |
| 4    | C        | 3   | Matsuda Collection          | Thierry Boutsen Henri Pescarolo                 | Porsche Type-935 2,6 l Flat-6 Turbo | G     | 218   | + 7 tours                         |
| 5    | C        | 12  | New Man Joest Racing        | Bob Wollek Volkert Merl Hans Heyer              | Porsche 956                         | D     | 209   | + 16 tours                        |
| 5    | C        | 12  | New Man Joest Racing        | Bob Wollek Volkert Merl Hans Heyer              | Porsche Type-935 2,6 l Flat-6 Turbo | D     | 209   | + 16 tours                        |
| 6    | C        | 8   | Brun Speedbox Motorsport    | Kenji Takahashi (de) Clemens Schickentanz       | Porsche 956                         | Y     | 203   | + 22 tours                        |
| 6    | C        | 8   | Brun Speedbox Motorsport    | Kenji Takahashi (de) Clemens Schickentanz       | Porsche Type-935 2,6 l Flat-6 Turbo | Y     | 203   | + 22 tours                        |
| 7    | C        | 23  | Hoshino Racing              | Kazuyoshi Hoshino Akira Hagiwara                | March 83G                           | B     | 198   | + 27 tours                        |
| 7    | C        | 23  | Hoshino Racing              | Kazuyoshi Hoshino Akira Hagiwara                | Nissan LZ20B 2,1 l I4 Turbo         | B     | 198   | + 27 tours                        |
| 8    | C Jr.    | 81  | Misaki Speed                | Kiyoshi Misaki (en) Masakazu Nakamura           | Misaki Speed C                      | D     | 198   | + 27 tours                        |
| 8    | C Jr.    | 81  | Misaki Speed                | Kiyoshi Misaki (en) Masakazu Nakamura           | Toyota 4T-GT 2,1 l I4 Turbo         | D     | 198   | + 27 tours                        |
| 9    | C        | 17  | Tom's                       | Keiji Matsumoto Kaoru Hoshino Masanori Sekiya   | Tom's 83C                           | B     | 196   | + 29 tours                        |
| 9    | C        | 17  | Tom's                       | Keiji Matsumoto Kaoru Hoshino Masanori Sekiya   | Toyota 4T-GT 2,1 l I4 Turbo         | B     | 196   | + 29 tours                        |
| 10   | C        | 46  | Sauber Racing Switzerland   | Fulvio Ballabio (en) Max Welti (en)             | Sauber C7                           | D     | 196   | + 29 tours                        |
| 10   | C        | 46  | Sauber Racing Switzerland   | Fulvio Ballabio (en) Max Welti (en)             | BMW M88 3,5 l I6 Atmo               | D     | 196   | + 29 tours                        |
| 11   | C Jr.    | 63  | Jolly Club                  | Martino Finotto Carlo Facetti                   | Alba AR2 (de)                       | P     | 190   | + 35 tours                        |
| 11   | C Jr.    | 63  | Jolly Club                  | Martino Finotto Carlo Facetti                   | Giannini Carma FF 1,9 l I4 Turbo    | P     | 190   | + 35 tours                        |
| 12   | GT Japan | 180 | Shizumaz Racing             | Tetsuji Shiratori Seisaku Suzuki Osamu Ihara    | Mazda RX-7                          | D     | 179   | + 46 tours                        |
| 12   | GT Japan | 180 | Shizumaz Racing             | Tetsuji Shiratori Seisaku Suzuki Osamu Ihara    | Mazda 13B 1,3 l Turbo 2-Rotor       | D     | 179   | + 46 tours                        |
| 13   | GT Japan | 122 | Trust Racing Team (ja)      | Ryuusaku Hitomi Mitsutake Koma                  | Toyota Celica                       | D     | 177   | + 48 tours                        |
| 13   | GT Japan | 122 | Trust Racing Team (ja)      | Ryuusaku Hitomi Mitsutake Koma                  | Toyota 18RG 2,2 l Atmo              | D     | 177   | + 48 tours                        |
| 14   | GT Japan | 123 | ERC Racing                  | Masaatsu Ooya Shin'ichi Katsuki Yoshio Ishikawa | Mazda RX-7                          | D     | 169   | + 56 tours                        |
| 14   | GT Japan | 123 | ERC Racing                  | Masaatsu Ooya Shin'ichi Katsuki Yoshio Ishikawa | Mazda 13B 1,3 l Turbo 2-Rotor       | D     | 169   | + 56 tours                        |
| 15   | GT Japan | 181 | Mazda Sport Car Club        | Kenji Seino Masashi Kitagawa                    | Mazda RX-7 254i                     | D     | 163   | + 62 tours                        |
| 15   | GT Japan | 181 | Mazda Sport Car Club        | Kenji Seino Masashi Kitagawa                    | Mazda 13B 1,3 l Turbo 2-Rotor       | D     | 163   | + 62 tours                        |
| NC   | C        | 7   | Autobacs Dome Motorsport    | Eje Elgh Tiff Needell                           | Dome RC83                           | D     | 148   |                                   |
| NC   | C        | 7   | Autobacs Dome Motorsport    | Eje Elgh Tiff Needell                           | Ford Cosworth DFL 4,0 l V8 Atmo     | D     | 148   |                                   |
| NC   | GT Japan | 125 | Sansyou Kougyou Racing Team | Tooru Shimegi Yoshiyuki Ogura                   | Mazda RX-7 825                      | B     | 142   |                                   |
| NC   | GT Japan | 125 | Sansyou Kougyou Racing Team | Tooru Shimegi Yoshiyuki Ogura                   | Mazda 13B 1,3 l Turbo 2-Rotor       | B     | 142   |                                   |
| NC   | GT Japan | 130 | TRS Itabashi                | Tsutomu Itabashi Tetsuji Tabata                 | Mazda RX-7 253i                     | D     | 117   |                                   |
| NC   | GT Japan | 130 | TRS Itabashi                | Tsutomu Itabashi Tetsuji Tabata                 | Mazda 13B 1,3 l Turbo 2-Rotor       | D     | 117   |                                   |
| NC   | GT Japan | 136 | Gontazaka Enterprise        | Yoshio Nagata Hiroyuki Miyagawa                 | Nissan Fairlady Z                   | D     | 76    |                                   |
| NC   | GT Japan | 136 | Gontazaka Enterprise        | Yoshio Nagata Hiroyuki Miyagawa                 | Nissan LY 2,9 l Atmo                | D     | 76    |                                   |
| Abd. | GT Japan | 120 | Yours Sport Racing Team     | Hideki Okada Akio Morimoto Seiichi Okada        | Mazda RX-7 254                      | B     | 122   | Pompe à huile                     |
| Abd. | GT Japan | 120 | Yours Sport Racing Team     | Hideki Okada Akio Morimoto Seiichi Okada        | Mazda 13B 1,3 l Turbo 2-Rotor       | B     | 122   | Pompe à huile                     |
| Abd. | GT Japan | 133 | Team No.3 Racing            | Seiji Kusano Yasuhiro Isozaki Tadao Furusawa    | Mazda RX-7 253i                     | D     | 98    | Moteur                            |
| Abd. | GT Japan | 133 | Team No.3 Racing            | Seiji Kusano Yasuhiro Isozaki Tadao Furusawa    | Mazda 13B 1,3 l Turbo 2-Rotor       | D     | 98    | Moteur                            |
| Abd. | C        | 21  | Porsche Kremer Racing       | Philippe Alliot Stefan Johansson                | Porsche 956                         | B     | 92    | Fuite d'huile                     |
| Abd. | C        | 21  | Porsche Kremer Racing       | Philippe Alliot Stefan Johansson                | Porsche Type-935 2,6 l Flat-6 Turbo | B     | 92    | Fuite d'huile                     |
| Abd. | GT Japan | 126 | Mishima Auto Racing         | Minoru Sawada Kaneyuki Okamoto Toyoshi Sugiyama | Mazda RX-7                          | D     | 90    | Moteur                            |
| Abd. | GT Japan | 126 | Mishima Auto Racing         | Minoru Sawada Kaneyuki Okamoto Toyoshi Sugiyama | Mazda 13B 1,3 l Turbo 2-Rotor       | D     | 90    | Moteur                            |
| Abd. | C        | 20  | Central 20 Racing Team      | Haruhito Yanagida Takao Wada                    | LM 03C                              | D     | 89    | Disqualifié                       |
| Abd. | C        | 20  | Central 20 Racing Team      | Haruhito Yanagida Takao Wada                    | Nissan LZ20 2,1 l I4 Turbo          | D     | 89    | Disqualifié                       |
| Abd. | C        | 10  | Hasemi Motorsport           | Masahiro Hasemi Kenji Tohira                    | Nissan Skyline Turbo C              | D     | 88    | Fuite d'huile                     |
| Abd. | C        | 10  | Hasemi Motorsport           | Masahiro Hasemi Kenji Tohira                    | Nissan LZ20 2,0 l I4 Turbo          | D     | 88    | Fuite d'huile                     |
| Abd. | C Jr.    | 62  | Alpha Cubic Racing Team     | Chiyomi Totani Taku Akaike                      | Renoma 83C                          | D     | 81    | Boite de vitesses                 |
| Abd. | C Jr.    | 62  | Alpha Cubic Racing Team     | Chiyomi Totani Taku Akaike                      | Mazda 13B 1,3 l Turbo 2-Rotor       | D     | 81    | Boite de vitesses                 |
| Abd. | GT Japan | 171 | Tomei Jidousha              | Yoshiaki Jitsukawa Motoji Sekine                | Nissan Sunny                        | D     | 81    | Disqualifié                       |
| Abd. | GT Japan | 171 | Tomei Jidousha              | Yoshiaki Jitsukawa Motoji Sekine                | Nissan LZ14 1,6 l Atmo              | D     | 81    | Disqualifié                       |
| Abd. | C        | 48  | Alpha Racing                | Preston Henn Kunimitsu Takahashi John Paul Jr.  | Porsche 956                         | Y     | 64    | Accident                          |
| Abd. | C        | 48  | Alpha Racing                | Preston Henn Kunimitsu Takahashi John Paul Jr.  | Porsche Type-935 2,6 l Flat-6 Turbo | Y     | 64    | Accident                          |
| Abd. | GT Japan | 121 | Yours Sport Racing Team     | Chikage Oguchi Toshio Fujimura                  | Mazda RX-7 254                      | B     | 64    | Accident                          |
| Abd. | GT Japan | 121 | Yours Sport Racing Team     | Chikage Oguchi Toshio Fujimura                  | Mazda 13B 1,3 l Turbo 2-Rotor       | B     | 64    | Accident                          |
| Abd. | C Jr.    | 88  | Panasport Japan             | Toshio Motohashi Aguri Suzuki                   | Panasport C                         | B     | 57    | Pompe à eau                       |
| Abd. | C Jr.    | 88  | Panasport Japan             | Toshio Motohashi Aguri Suzuki                   | BMW M12 1,6 l I4 Atmo               | B     | 57    | Pompe à eau                       |
| Abd. | C        | 16  | Mazdaspeed                  | Yojiro Terada Pierre Dieudonné Takashi Yorino   | Mazda 717C                          | ?     | 24    | Embrayage                         |
| Abd. | C        | 16  | Mazdaspeed                  | Yojiro Terada Pierre Dieudonné Takashi Yorino   | Mazda 13B 1,3 l Turbo 2-Rotor       | ?     | 24    | Embrayage                         |
| Abd. | C Jr.    | 65  | Auto Beaurex Motorsport     | Kurt Lotterschmid Naoki Nagasaka Keiichi Suzuki | Lotec M1C                           | D     | 19    | Moteur                            |
| Abd. | C Jr.    | 65  | Auto Beaurex Motorsport     | Kurt Lotterschmid Naoki Nagasaka Keiichi Suzuki | BMW M88 3,5 l I6 Atmo               | D     | 19    | Moteur                            |
| Abd. | GT Japan | 182 | Mazda Sport Car Club        | Kanjun Arai Yuuichi Hagiwara                    | Mazda RX-7                          | D     | 11    | Fuite d'huile                     |
| Abd. | GT Japan | 182 | Mazda Sport Car Club        | Kanjun Arai Yuuichi Hagiwara                    | Mazda 13B 1,3 l Turbo 2-Rotor       | D     | 11    | Fuite d'huile                     |
| Np.  | B        | 102 | Tomei Jidousha              | Eiji Shibuya Fumio Aiba                         | Nissan 240RS                        | D     | -     | Pilote malade                     |
| Np.  | B        | 102 | Tomei Jidousha              | Eiji Shibuya Fumio Aiba                         | Nissan FJ24 2,4 l Atmo              | D     | -     | Pilote malade                     |
| Np.  | C        | 11  | John Fitzpatrick Racing     | John Fitzpatrick David Hobbs                    | Porsche 956                         | G     | -     | Accident durant les essais        |
| Np.  | C        | 11  | John Fitzpatrick Racing     | John Fitzpatrick David Hobbs                    | Porsche Type-935 2,6 l Flat-6 Turbo | G     | -     | Accident durant les essais        |
| Np.  | C        | 37  | Team Ikuzawa                | Geoff Lees Derek Daly Toshio Suzuki             | Ikuzawa 83C                         | D     | -     | Accident et feu durant les essais |
| Np.  | C        | 37  | Team Ikuzawa                | Geoff Lees Derek Daly Toshio Suzuki             | Toyota 4T-GT 2,1 l I4 Turbo         | D     | -     | Accident et feu durant les essais |

## Pole position et record du tour
- Pole position :  Stefan Bellof (#2 Rothmans Porsche) en 1 min 10 s 020
- Meilleur tour en course :  Stefan Bellof (#2 Rothmans Porsche) en 1 min 19 s 228

## À noter
- Longueur du circuit : 4,359 km
- Distance parcourue par les vainqueurs : 980,775 km